# Helodon rubicundum
Helodon rubicundum är en tvåvingeart som beskrevs av Rubtsov 1956. Helodon rubicundum ingår i släktet Helodon och familjen knott. Inga underarter finns listade i Catalogue of Life.